# Rittergut Varresbeck
Das Rittergut Varresbeck ist ein abgegangener Adelssitz der Herren von Varresbeck in Wuppertal-Elberfeld.
Das Rittergut wurde urkundlich erstmals 1402 erwähnt. Lehnsherren waren die Grafen von Berg. Ab 1435 befand es sich im bürgerlichen Besitz der Familie de Weerth.
Zuletzt blieb ein Fachwerkhaus mit abgewalmten Giebeln aus dem 16. Jahrhundert erhalten. Es musste einem Straßenausbau weichen. Das Gebäude wurde zum Gut Hungenbach transloziert. Es wurde vom Architekten Hans Schwippert aufgemessen und für den Umzug vorbereitet. Im Jahre 1972 begann die Verlegung. Das Gebäude wurde 1981 unter der Leitung von Hildegard von Fragstein wiederaufgebaut. Durch mangelhafte Lagerung war das Eichenholz nicht mehr verwendbar, das Bochumer Unternehmen Stangenberg fertigte die Gebäudekonstruktion neu.